# Arebius frionus
Arebius frionus är en mångfotingart som beskrevs av Chamberlin 1943. Arebius frionus ingår i släktet Arebius och familjen stenkrypare. Inga underarter finns listade i Catalogue of Life.